# Torre Timpendean

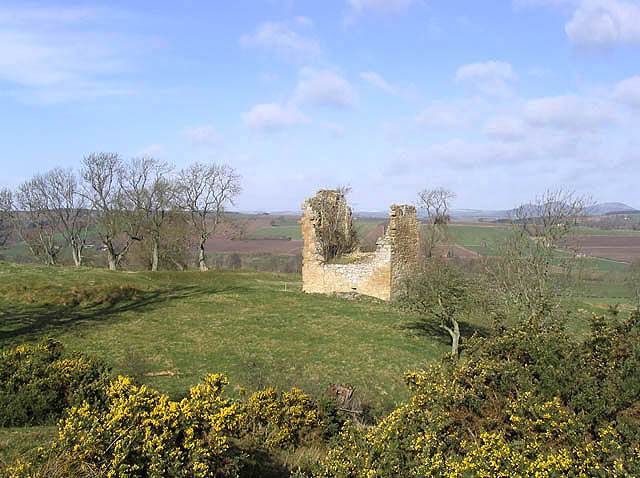
Ruinas de la torre.

La torre Timpendean fue una casa-torre del siglo XV de la cual quedan sus ruinas en Lanton, Escocia (Reino Unido). Está situada en la frontera con Inglaterra, sobre un promontorio cercano al río Teviot. Con una planta rectangular tendente al cuadrado y muros de 1,2 metros de ancho, fue la casa fuerte del clan Douglas.
La torre fue incendiada en 1545 por hombres de Edward Seymour, I duque de Somerset, durante la guerra de Rough Wooing. Estaba protegidapor tapias y contaba con tres plantas. Existen evidencias de un volumen añadido ya desaparecido.